# Kelis
Kelis er kunstnernavnet for Kelis Rogers-Jones (født 21. august 1979) er en amerikansk R&B-sangerinde og sangskriver, der har haft en række hits, hvoraf det største på verdensplan er "Milkshake", som har ligget i top-ti i en række lande, herunder Danmark.

## Biografi
Kelis stammer fra New York City, hvor hun som barn sang i kirkekor og lærte at spille på violin, saxofon og klaver. Hun gik på forskellige skoler med musik i centrum og begyndte at synge og spille som teenager. Efter at have afsluttet skolegangen fandt hun sammen med The Neptunes, der producerede hendes første album Kaleidoscope, udgivet i 1999.
Albummet blev ikke nogen stor succes i USA, men klarede sig bedre i Europa, hvor nummeret "Caught Out There" nåede top-ti i blandt andet Holland, Storbritannien og Sverige. Det gav mod på at fortsætte karrieren, og i 2001 udsendtes opfølgeren, Wanderland, der dog ikke nåede samme salgstal som debutalbummet. Kelis boede i den periode i Europa, og hun blev opvarmningskunstner på turneer med U2 og Moby. På turneen med Moby mødte hun rapperen Nas, som hun senere blev gift med.
Hendes musikalske gennembrud kom med Tasty fra 2003. Herpå findes hendes hidtil største hit, "Milkshake", der banede vejen for hendes gennembrud i hjemlandet USA. Samtidig var nummeret et stort hit på verdensplan. Det seneste originale album fra Kelis er Kelis Was Here fra 2006, der trods en lovende salgsstart ikke har solgt så godt som forgængeren.
Ved siden af solonumre har Kelis indspillet en række sange med andre kunstnere, f.eks. N*E*R*D, Nas, Busta Rhymes, Outkast, Björk, Enrique Iglesias og Dionne Warwick.

## Diskografi
- Kaleidoscope (1999)
- Wanderland (2001)
- Tasty (2003)
- Kelis Was Here (2006)
- Flesh Tone (2010)
- Food (2014)